# Centroctenus
Centroctenus là một chi nhện trong họ Ctenidae.